# Anthrax emarginatus
Anthrax emarginatus är en tvåvingeart som beskrevs av Macquart 1840. Anthrax emarginatus ingår i släktet Anthrax och familjen svävflugor. Inga underarter finns listade i Catalogue of Life.